# Бутьково
Бутьково — деревня в Московской области России. Входит в городской округ Коломна. Население — 27 человек (2021).

## География
Расположена в южной части района, на правом берегу реки Большой Смедовы (бассейн Оки), примерно в 7 км к югу от центра города Озёры. В деревне 3 улицы — Горная, Луговая и Центральная.
Связана автобусным сообщением с районным центром. Ближайшие населённые пункты — деревни Дулебино, Облезьево и село Протасово.

## История
В «Списке населённых мест» 1862 года Будькова — казённая деревня 1-го стана Зарайского уезда Рязанской губернии между Каширской дорогой и рекой Осётр, в 17 верстах от уездного города, при речке Смедовке, с 35 дворами и 241 жителем (117 мужчин, 124 женщины).
По данным 1905 года входила в состав Трасненской волости Зарайского уезда, проживало 580 жителей (266 мужчин, 314 женщин), насчитывалось 60 дворов. На фабричные заработки местное население отправлялось в село Озёры соседнего Коломенского уезда.
С 1929 года — населённый пункт в составе Озёрского района Коломенского округа Московской области. С 1930-го, в связи с упразднением округа, — в составе Озёрского района Московской области.
В 1939 году из упразднённого Протасовского сельсовета деревня передана Клишинскому сельсовету, а в начале 1950-х гг. из Клишинского сельсовета в Облезьевский сельсовет, переименованный в Дулебинский в 1954 году.
1959—1969 — населённый пункт Коломенского района.
В 1960 году Бутьково включено в состав Клишинского сельсовета.
С 1994 по 2006 год — деревня Клишинского сельского округа.
С 2006 по 2015 годы — деревня сельского поселения Клишинское.
В 2015 году включен в городской округ Озёры, упразднённый в 2020 году путём объединения городского округа Озёры и Коломенского городского округа в единое муниципальное образование Городской округ Коломна.

## Население
| 1859 | 1905 | 2002 | 2006 | 2010 | 2015 | 2021 |
| ---- | ---- | ---- | ---- | ---- | ---- | ---- |
| 241  | ↗580 | ↘16  | ↗20  | ↗24  | ↘18  | ↗27  |